# تاج کیانی
تاج کیانی، تاج سلطنتی پادشاهان دودمان قاجار است که به فرمان فتحعلی‌شاه، دومین پادشاه این دودمان در سال ۱۲۱۲ ه‍.ق (۱۷۹۷ م) ساخته شد و مورد استفاده فرمانروایان قاجاری پس از وی نیز قرار گرفت. عناصر به‌کاررفته در تاج کیانی شامل الماس، زمرد، یاقوت و مروارید می‌باشند. این تاج امروزه در موزه جواهرات ملی ایران، واقع در خزانه بانک مرکزی در تهران نگهداری می‌شود.
در زمان ناصرالدین‌شاه، جقه‌ای بزرگ از ساخته‌شده زمرد و الماس و پره‌های متعدد و یک رشته مروارید به این تاج افزوده شد و تغییرات اندکی در طرز نصب جواهرات تاج داده شد. طی دوره قاجار، این تاج علاوه بر کاربرد در مراسم تاج‌گذاری، جنبه استفاده نمادین نیز پیدا کرد، به‌طوری‌که بر روی بسیاری از پرچم‌ها، اسکناس‌ها، سکه‌ها، نشان‌های افتخار و تمبرهای این دوره، نقش تاج کیانی وجود دارد.
رضاشاه پس از رسیدن به سلطنت، حاضر نشد از تاج کیانی که ویژه شاهان قاجار بود برای تاج‌گذاری خود استفاده کند و دستور ساخت تاج پهلوی را داد.

## ویژگی‌ها
این تاج شامل چهاربخش است که از پایین متشکل از: بخش سربند، بخش مرواریدی، کنگره‌ها و در بالاترین بخش کلاه مخملی قرمز رنگ آن است. قسمت دوم توسط ۱۸۰۰ دانه مروارید زمینه‌ای سفید را برای زمردهای سبز و یاقوت‌های سرخ ایجاد کرده‌است. بدون درنظرگرفتن جقه تاج، بلندی کلاه ۳۲ سانتی‌متر و پهنایش ۵٫۱۹ سانتی‌متر است. ساختار تاج در زمان فتحعلی‌شاه قدری متفاوت با ساختار امروزی آن بود و به‌جای جقه بزرگی که در زمان ناصرالدین‌شاه بر بالای تاج قرار گرفت، پرهای تزئینی بر بالای تاج کیانی قرار داشتند.

## نگارخانه

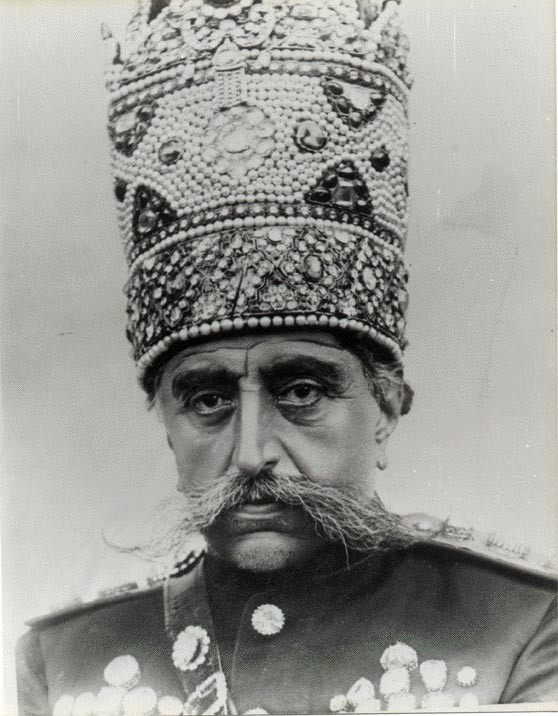
مظفرالدین‌شاه با تاج کیانی
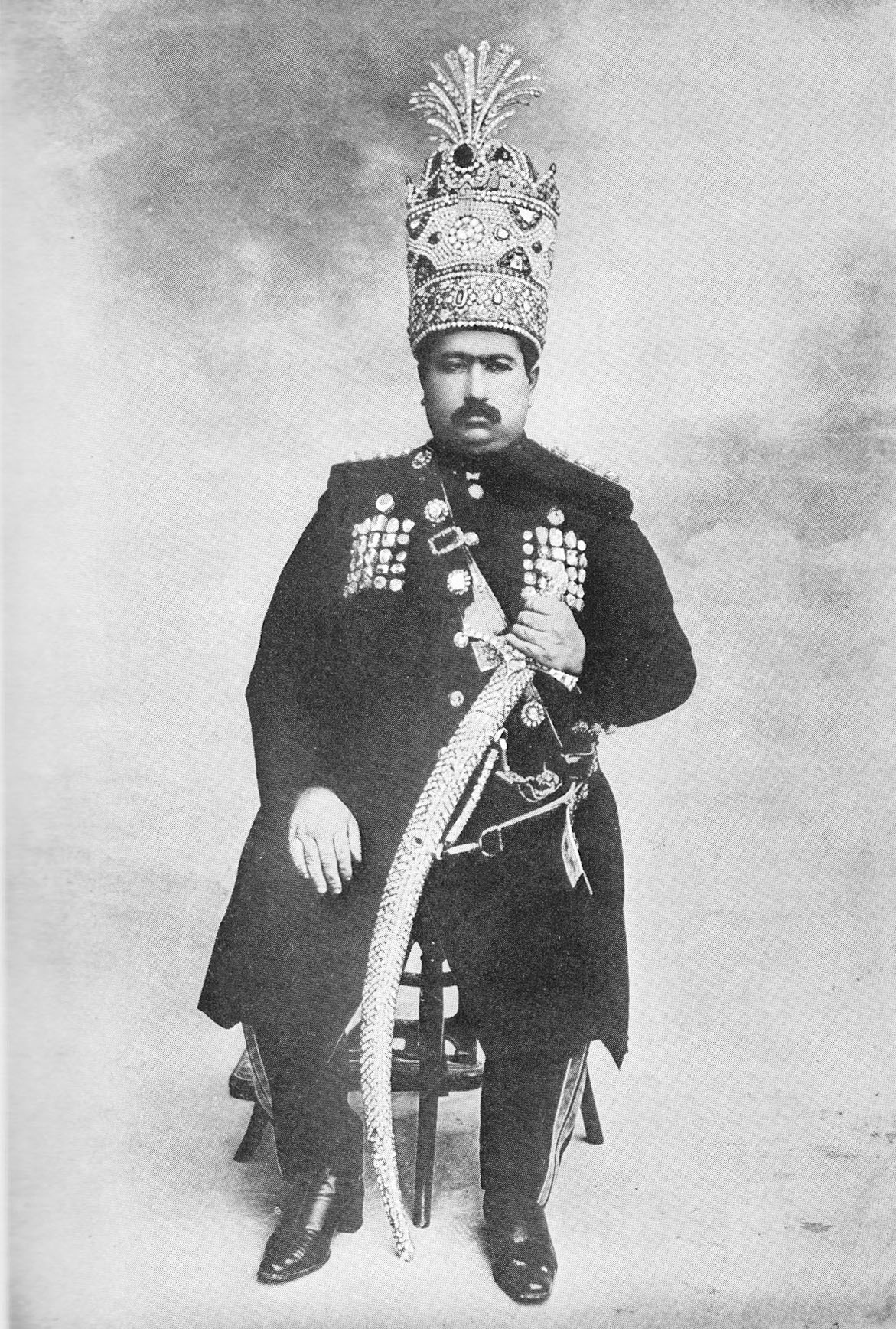
محمدعلی‌شاه با تاج کیانی
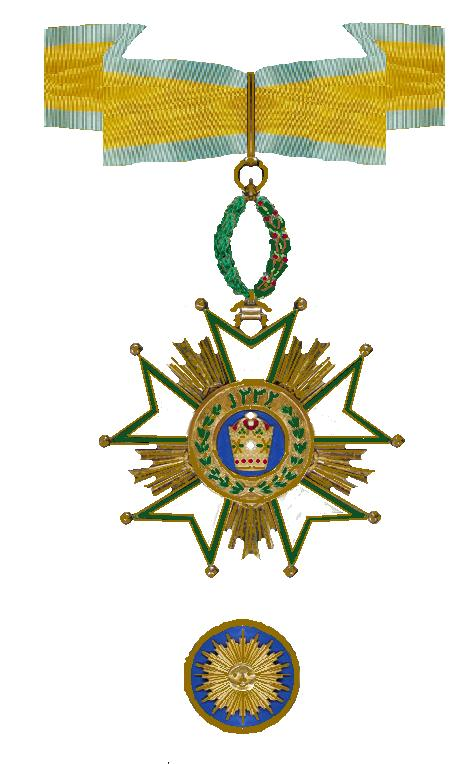
نقش تاج کیانی بر روی نشان تاج ایران
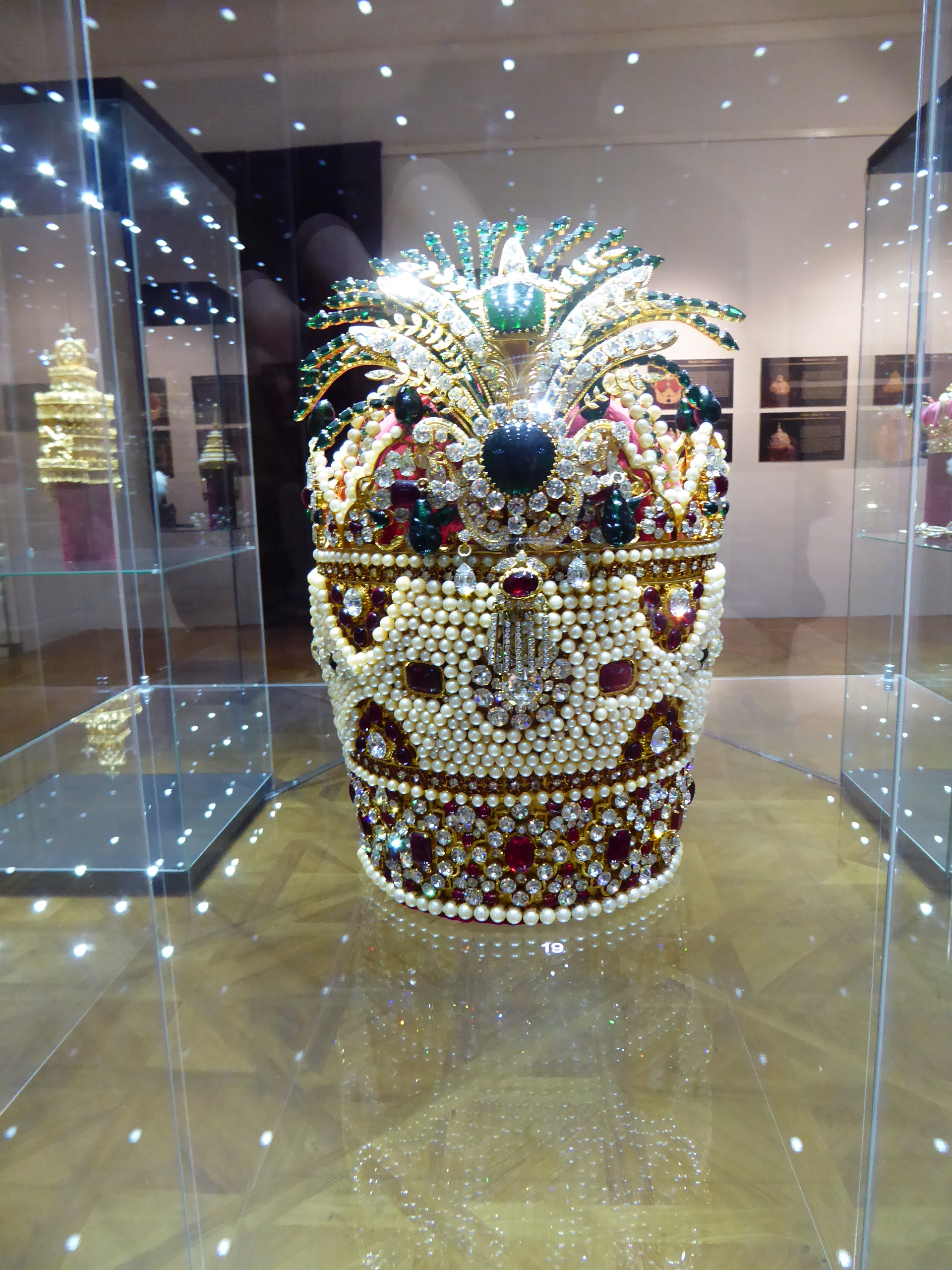
مدل بدلی تاج در نمایشگاه جواهرات تاج‌گذاری والتیتسه